# Bhutan
Bhutan (uitspraak: [ˈbutɑn]; Dzongkha: འབྲུག་ཡུལ་, Druk Yul), ook wel geschreven als Bhoetan, officieel het Koninkrijk Bhutan (Dzongkha: འབྲུག་རྒྱལ་ཁབ་, Druk Gyal Khap), is een land in Azië dat in de Himalaya ingeklemd ligt tussen China (Tibet) en India. Het zuidelijke gedeelte van Bhutan ligt op het Indische subcontinent.
De lokale naam van het land, Druk Yul, betekent het land van de Druk (draak). Een andere naam die de inwoners aan hun eigen land geven is Druk Tsendhen wat het land van de donderdraak betekent. Van de donder wordt gezegd dat dat het brullen is van de Chinese draken.

## Demografie

### Bevolking
De meerderheid van de bevolking woont in de centrale hooglanden. Ongeveer de helft van de bevolking bestaat uit inheemse Bhutanen, de Ngalop, die verwant zijn aan Tibetaanse groepen. Andere grote groepen zijn de Lhotshampa uit Nepal en de Sharchop uit Assam.
Toen Bhutan in 1971 lid werd van de Verenigde Naties, werd de bevolking geschat op ongeveer 1 miljoen. Met een geschatte groei van 2-3% per jaar kwam dat uit op bijna 2 miljoen in het jaar 2000. Een nationale volkstelling in 2005 stelde de bevolking echter vast op 672.425.

### Religie
Het vajrayana (tantrisch boeddhisme) is de staatsgodsdienst van Bhutan. Samen met het mahayana wordt het door ongeveer twee derde van de bevolking beleden. De andere grote godsdienst is het hindoeïsme dat door ongeveer een derde van de bevolking beleden wordt. Hoewel Bhutan een staatsreligie heeft, worden andere religies geaccepteerd en niet vervolgd. Het publiekelijk belijden van een niet-boeddhistische religie wordt echter niet geaccepteerd: kerkdiensten moeten achter gesloten deuren gehouden worden en de bouw van niet-boeddhistische religieuze centra wordt bemoeilijkt. In artikel 3 van de Bhutaanse grondwet staat dat de koning van Bhutan alle religies beschermt.
In de 17e eeuw waren jezuïeten in het land actief met onderwijs, hulp en kerstening. Het is hen niet gelukt om het christendom op grote schaal in Bhutan te verspreiden. Tegenwoordig zijn er een kleine 7.000 christenen, minder dan één procent van de totale bevolking.
In Bhutan zijn jagen en vissen verboden.

### Taal
De officiële taal is het Dzongkha, maar in verschillende delen van het land worden ook andere talen en dialecten gesproken, sommige met slechts een paar sprekers.

## Bestuurlijke indeling
Bhutan is onderverdeeld in 20 districten, de Dzongkhag:

Bumthang, Chukha, Dagana, Gasa, Haa, Lhuntse, Mongar, Paro, Pemagatshel, Punakha, Samdrup Jongkhar, Samtse, Sarpang, Thimphu, Trashigang, Trashiyangste, Trongsa, Tsirang, Wangdue Phodrang, Zhemgang

## Geografie
Bhutan is zeer bergachtig en afgesloten van zee. Het land ligt in het oostelijk gedeelte van de Himalaya. In het noorden van Bhutan reiken bergtoppen tot boven de 7000 meter. Als hoogste berg van Bhutan wordt vaak Kula Kangri (7553 meter) genoemd, maar er wordt ook beweerd dat deze berg in Tibet staat. Iets zuidelijker staat Gangkhar Puensum, de hoogste onbeklommen berg ter wereld. De hoogte van Gangkhar Puensum wordt geschat op 7570 meter. Als die schatting klopt, is Kula Kangri sowieso niet de hoogste berg van Bhutan. Het controleren van de hoogte is problematisch, aangezien het beklimmen van bergen in Bhutan sinds 2003 uit religieuze overwegingen verboden is. Het beklimmen van bergen van 6000 meter en hoger werd al in 1994 verboden.
Het zuidelijke gedeelte van het land ligt lager en heeft een aantal vruchtbare, dichtbeboste valleien, waarin rivieren stromen die in de Brahmaputra in India uitmonden.

### Steden
Thimphu is de hoofdstad.
De 10 grootste steden zijn:
- Thimphu - 115.551 inwoners
- Phuntsholing - 22.000 inwoners
- Punakha - 7000 inwoners
- Samdrup Jongkhar - 5952 inwoners
- Geylegphug - 6700 inwoners
- Paro - 15.000 inwoners
- Tashigang - 4400 inwoners
- Wangdiphodrang - 3300 inwoners
- Taga Dzong - 3100 inwoners
- Trongsa - 2300 inwoners

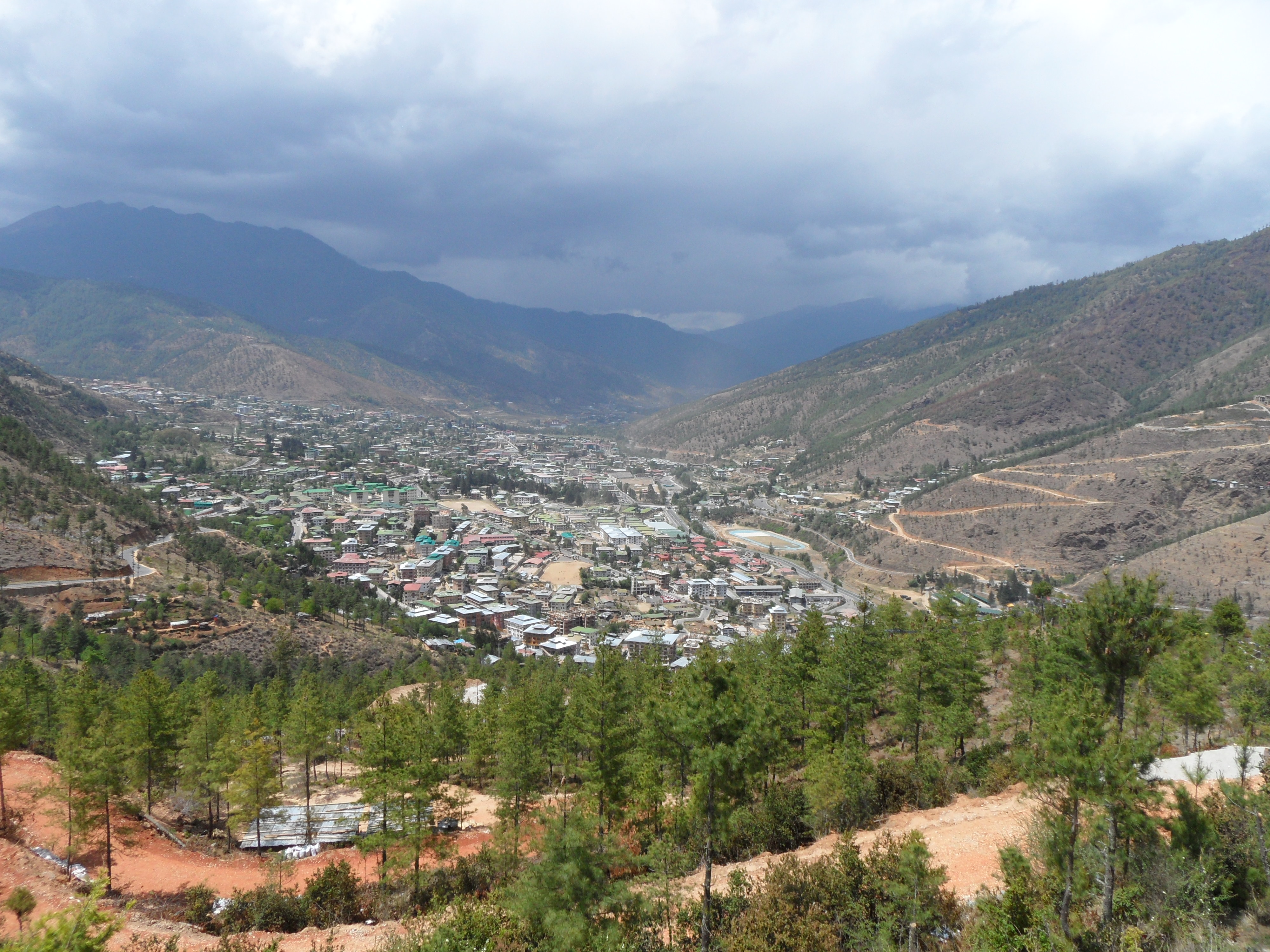
Thimphu gezien vanuit Buddha Point

Zie ook de lijst van steden in Bhutan.

### Klimaat
Door de geografie van het land kent Bhutan vele klimaatzones, van een hooggebergteklimaat in de bergen tot tropisch in het zuiden.

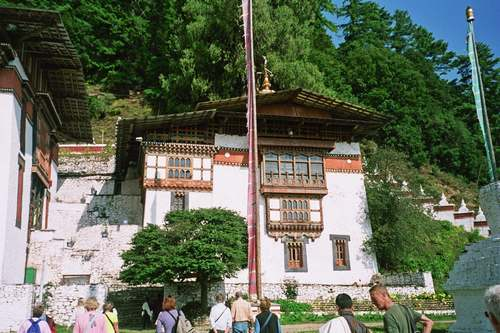
Kuje Lhakhang-tempel in de Bumthangvallei

## Bezienswaardigheden
- Kuje Lhakhang tempel
- Taktshang

## Cultuur
In het land is een vorm van polygamie legaal, zowel voor mannen als voor vrouwen, waarbij een persoon kan huwen met meerdere broers of zussen.
Het volkslied is de Druk tsendhen, wat “Het koninkrijk van de Donderdraak” betekent.

## Economie

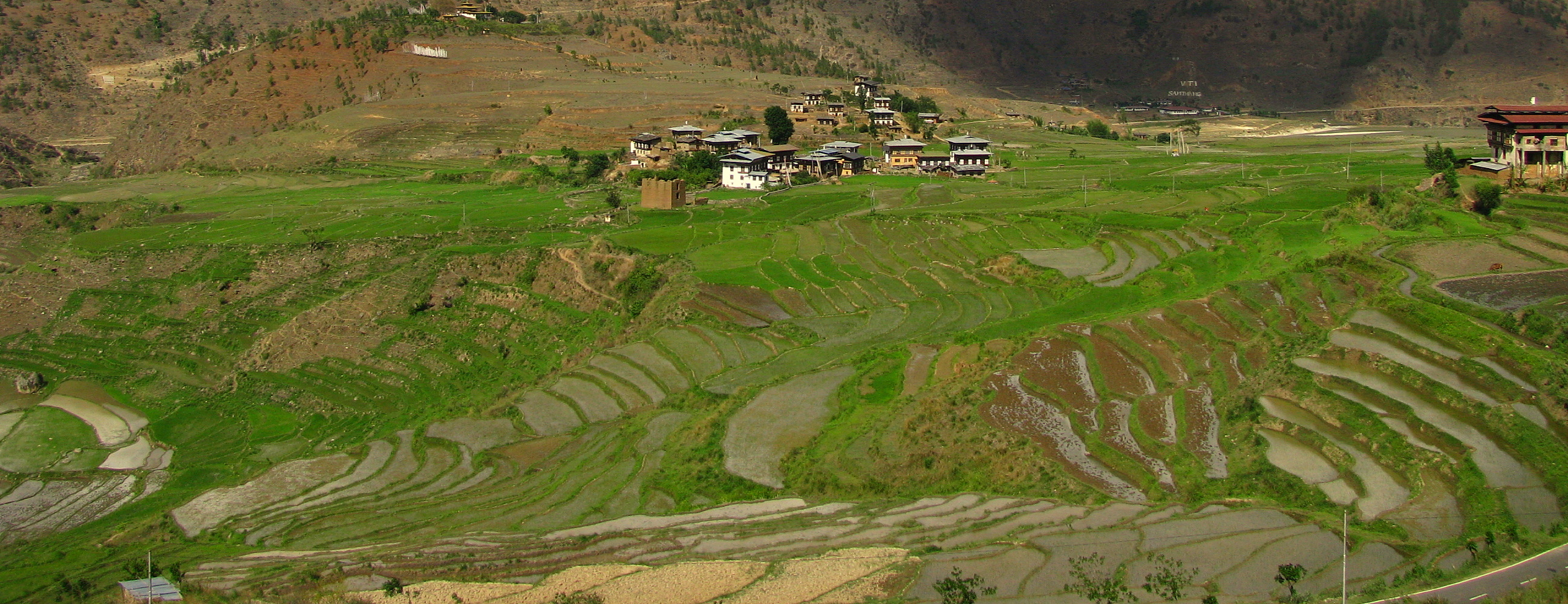
Landbouw in Bhutan

Bhutan is een van de armste en minst ontwikkelde landen ter wereld. Volgens het Ontwikkelingsprogramma van de Verenigde Naties leeft in Bhutan 26,2% van de bevolking van minder dan 1,25 Amerikaanse dollar per dag. Het CIA World Factbook schatte dat in 2003 31,7% van de bevolking onder de armoedegrens leefde. De economie is grotendeels gebaseerd op de landbouw. Meer dan 90% van de bevolking is voor zijn levensonderhoud afhankelijk van de landbouw.
Behalve bosbouw en huisnijverheid bestaat er vrijwel geen industrie in Bhutan. Het land heeft wel een grote potentie voor het aanleggen van dammen voor de opwekking van elektriciteit. De grootste dam in Bhutan levert het land 25 miljoen dollar per jaar op, mits deze elektriciteit wordt geëxporteerd naar het buurland India. Deze export zorgde in 2011 voor een economische groei van 10 procent en in 2012 voor nog eens 7,5 procent. Er zijn plannen om nog meer dammen te bouwen om de export van elektriciteit verder te vergroten, maar deze projecten kunnen alleen worden uitgevoerd als deze voldoen aan de duurzame milieu-eisen die de koning en de regering handhaven om de natuur in Bhutan te beschermen.
Bhutan is een land waar het behoud van culturele waarden en het beschermen van de natuur een grote rol spelen. In 1990 werd de 'Paroresolutie' aangenomen. Deze resolutie houdt in dat de overheid duurzaam wil ontwikkelen met respect voor het milieu en de cultuur. Dit betekent dat elk bedrijf rekening moet houden met de impact van haar ontwikkeling op de natuur. In 1985 heeft de regering de 'National Forest Policy' (nationaal bosbeleid) aangenomen. Dit beleid stelt regels aan het kappen van bomen: voor elke gekapte boom moet er een boom geplant worden. Het beleid heeft ertoe geleid dat nu 60% van Bhutan uit bosrijk gebied bestaat.
Door de vele bergketens is het aanleggen van infrastructuur, zoals wegen, zeer moeilijk en kostbaar. De meeste ontwikkelingsprojecten in het land, o.a. wegenbouw, zijn vaak afhankelijk van contractarbeiders uit India. India is tevens de belangrijkste handelspartner van Bhutan. De munteenheid van Bhutan, de ngultrum, is uitwisselbaar met de Indiase roepie.
Er wordt door verscheidene organisaties ontwikkelingshulp aan Bhutan gegeven om onderwijs en andere initiatieven te bevorderen. Hieraan worden wel restricties gesteld, omdat de regering de traditionele cultuur wil beschermen.

### Toerisme
Om massatoerisme te voorkomen, wordt de prijs van een reis naar Bhutan voor toeristen kunstmatig hoog gehouden. Een bezoeker kan alleen een visum krijgen als hij of zij de reis boekt bij een door de Bhutaanse overheid erkend reisbureau. Verder is het verplicht een gids te nemen. De kosten bedragen circa 250 US$ per dag - hotel, gids en chauffeur inbegrepen. De overheid werkt aan een hervorming van dit systeem en het ziet ernaar uit dat in de toekomst verschillende tarieven zullen worden gebruikt - afhankelijk van het niveau van de accommodatie en dergelijke.

## Politiek
Bhutan is sinds de verkiezingen van 24 maart 2008 een parlementaire democratie. De grondwet voorziet in een parlement met twee kamers. Het lagerhuis, de Nationale Assemblee, bestaat uit 47 leden. De grootste partij, de Druk Phensun Tshogpa, bezet 44 zetels. De koning is zowel het staatshoofd als het hoofd van de regering.

### Staatshoofd
Het erfelijke staatshoofd is de koning van Bhutan of Druk Gyalpo, Jigme Khesar Namgyel Wangchuk. De koning van Bhutan kwam in 2006 aan de macht toen zijn vader troonsafstand deed, een jaar eerder dan gepland. Jigme Singye Wangchuk was reeds 33 jaar aan de macht voor hij aftrad ten gunste van zijn zoon. Hij kondigde voor zijn vertrek aan dat het parlement van Bhutan in 2008 door het volk gekozen ging worden. Sinds de grondwetswijziging in 2005 kan een tweederdemeerderheid van het parlement de koning afzetten.

### Regering
De regering van Bhutan bestaat uit de raad van ministers, Lhengye Shuntsog, die sinds 1998 de wetgevende macht van de koning heeft overgenomen. Kandidaten voor de raad van ministers worden gekozen door de nationale assemblee op voordracht van de koning en ze dienen een termijn van 6 jaar. De voorzitter van de raad van ministers is de minister-president.

### Interne politieke problemen
Ongeveer 100.000 etnisch Nepalese Bhutanen leven momenteel in vluchtelingenkampen in het oosten van Nepal. Verschillende nieuwe wetten in verband met het verkrijgen van de Bhutaanse nationaliteit maken het sinds de jaren 70 steeds moeilijker voor etnisch Nepalese Bhutanen om Bhutaanse staatsburgers te worden. Een door de overheid georganiseerde volkstelling in 1988 - die alleen uitgevoerd werd in het zuiden van Bhutan - heeft volgens de overheid aangetoond dat er in dit landsdeel talrijke illegalen leven. De documenten die de bevolking gevraagd werd te kunnen voorleggen, waren zeer moeilijk te verkrijgen en critici menen dan ook dat de nieuwe regels onredelijk zijn.
Tegelijkertijd heeft de overheid in heel Bhutan een 'One Nation One People' politiek ingevoerd. Die vindt het noodzakelijk dat het land een eigen nationale identiteit heeft. Aangezien Bhutan bevolkt wordt door verschillende grote etnische groepen, veroorzaakt deze politiek heel wat problemen in het land. Vooral in het zuiden van Bhutan heeft dit regime, samen met de strenge burgerschapsrechten, tot veel problemen geleid. De etnisch Nepalese bevolking voelt zich gediscrimineerd en dit heeft voor een grote vluchtelingenstroom gezorgd.
De Nepalese en Bhutaanse overheid zijn vastbesloten dit probleem bilateraal op te lossen, voorlopig zonder resultaat.

### Externe politieke problemen
De grens tussen China en Bhutan is gesloten en er zijn geen formele diplomatieke betrekkingen tussen deze twee landen. De Bhutaanse buitenlandse politiek is derhalve nagenoeg geheel op India en Nepal gericht.
De relatie tussen China en Bhutan is gespannen, want beide landen maken aanspraak op verschillende grensgebieden, die in totaal 269 km² groot zijn. In 1998 sloten beide landen een verdrag om verdere escalatie te voorkomen. Recent heeft het bouwen van nieuwe wegen door China in de betwiste gebieden echter geleid tot nieuwe spanningen.

### Bruto nationaal geluk
Bruto nationaal geluk is een door koning Jigme Singye Wangchuk verwoord systeem van denken, waarbij de welvaart in een samenleving niet slechts beschreven wordt in economische termen (bruto nationaal product), maar ook in termen van geluk en geestelijke en sociale ontwikkeling. Toch eindigde het land in 2017 slechts op de 97e plaats in de ranglijst van het World Happiness Report. Critici vragen zich ook af of het concept “bruto_nationaal_geluk” niet vooral voor binnenlands (politiek) gebruik was bedoeld.

## Sport

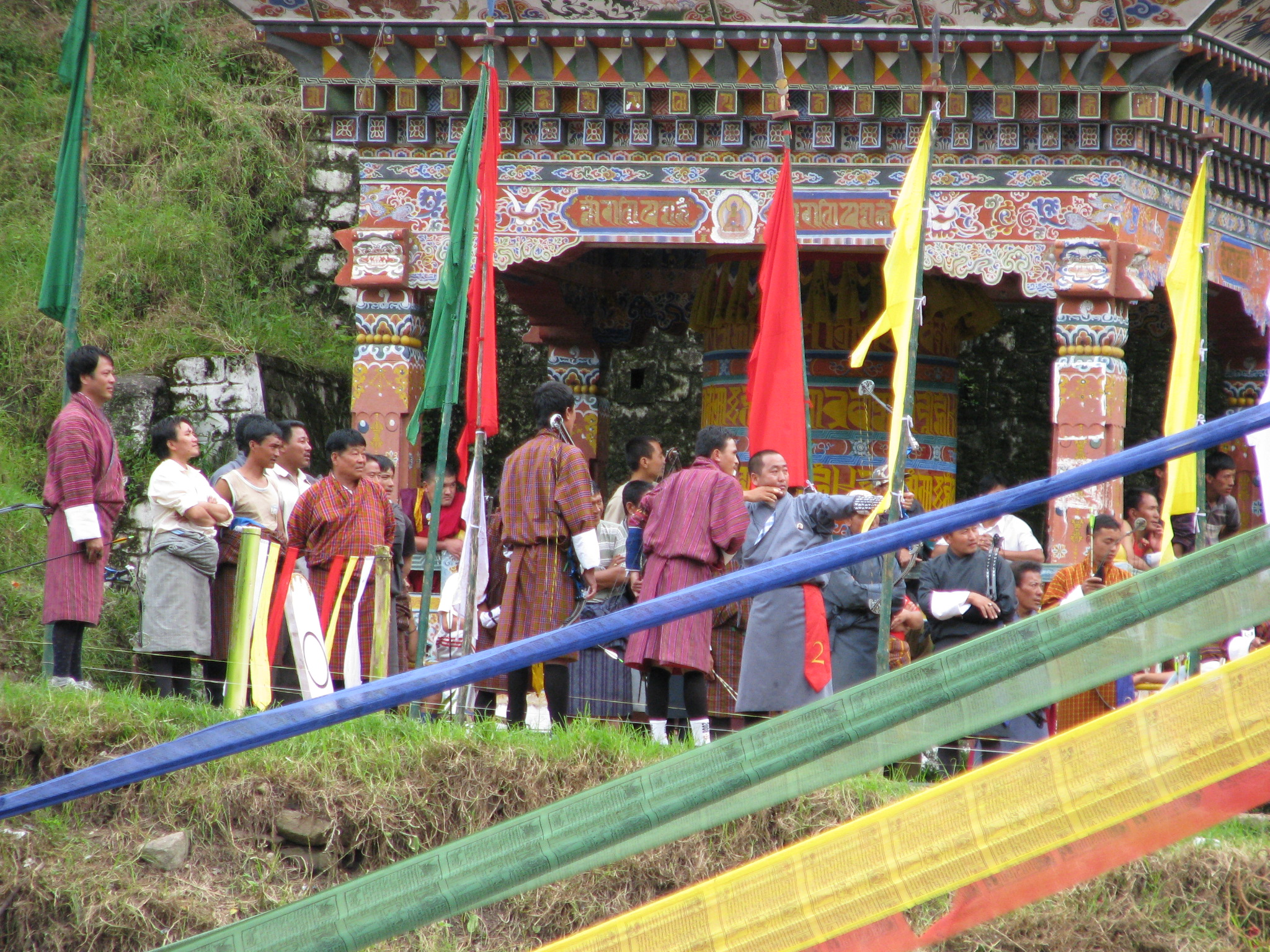
Een boogschietcompetitie in Bhutan

De nationale sport in Bhutan is het boogschieten. In veel dorpen en steden worden regelmatig wedstrijden gehouden.
Bhutan beschikt ook over een nationaal voetbalteam. In 2002 stond dit op de voorlaatste plaats (202e) van de wereldranglijst. Op 30 juni 2002, de dag van de WK-finale in Japan, speelde het nationale team van Bhutan in het Changlimithan Stadion in Thimphu tegen het nationale team van Montserrat (203e) en won voor het eerst een interland. De uitslag was 4-0. Johan Kramer maakte hierover de documentaire The Other Final.

## Roken
Bhutan kent een strenge tabakswetgeving. Sinds 2010 is de verkoop van tabak geheel verboden. Het is wel toegestaan om tabak in bezit te hebben. Import voor privégebruik is toegestaan. Men betaalt dan 100% invoerbelasting indien de tabak in India gekocht is en 200% voor import van elders. Men dient altijd het aangifteformulier bij zich te dragen om aan te tonen dat het legaal is ingevoerd. Op illegale import staat gevangenisstraf. Het roken op openbare plaatsen, waaronder horecagelegenheden, is verboden. Restaurants hebben vaak een achterafruimte waar wel gerookt mag worden.

## Verkeer en vervoer
De internationale luchthaven is Luchthaven Paro.
De regering sloot in december 2013 een contract met Nissan voor de levering van tientallen Nissan Leafs. Dit moet ertoe leiden dat op termijn al haar auto's vervangen zijn door deze volledig elektrische auto's. Daarna zijn alle taxi's in het land aan de beurt. De regering heeft uitgerekend dat als alle auto's in het land elektrisch gaan rijden, de olie-import met 70% kan verminderen.